# 聖剣伝説 PRINCESSofMANA
『聖剣伝説 PRINCESSofMANA』（せいけんでんせつ プリンセスオブマナ）は、ヨシノサツキによる日本の漫画作品。『ガンガンパワード』（スクウェア・エニックス）で連載され、『ガンガンパワード』廃刊に伴い同社のウェブコミックサイト『ガンガンONLINE』へ移籍し、2010年5月27日更新分まで連載された。単行本は全5巻。

## 概要
聖剣伝説プロジェクトの責任者石井浩一が「聖剣プロジェクトの一環として漫画の企画もスタートさせたい」という発言により本作品の企画がスタートした。漫画化にあたって抜擢された作家は当時新人漫画家だったヨシノサツキ。
制作にあたっては石井からは『聖剣』を描く上での禁止事項だけのチェックと「何気もないところにもこだわってほしい」という制限程度でヨシノサツキの裁量に任せている。これは余計な制限を設け過ぎると漫画としてつまらなくなるという懸念と、以前に漫画連載されていた同シリーズの『聖剣伝説レジェンドオブマナ』（天野シロ）がいい形で展開できたため、あのような感じのものを見てみたいとのこと。
本作はストーリーを重視しつつも、ギャグパートも非常に多く取り入れられており、キャラクターの設定もかなり個性的になっている。
しかし最終回は、残された謎や伏線を残したまま、物語は終わっている。
『ガンガンパワード』が廃刊した後は『ガンガンONLINE』（Webコミック）に移籍し隔月間隔で更新されていた。
『聖剣伝説DS CHILDREN of MANA』から300年後を舞台としている。

## ストーリー
世界の中心にあるイルージャ島を中心に起こった、世界を支えるマナの暴走。それを救ったのは、女神の血を継いだ樹の民の少女と聖剣に選ばれた勇者だった。
戦いの後、マナの女神の手によってイルージャ島は数名の樹の民と共に世界から隔離され『聖域』とされた。それから300年後、世界各地では謎の破壊活動、モンスターの凶暴化、精霊の暴走と壊滅の危機を迎えようとしていた。危機を救うべく聖剣の勇者を探すため、双子の巫女エマとニコ、巫女を護衛するイアンの3人はイルージャから旅立つのだった。

## 用語
本作の世界設定は基本的な部分は聖剣伝説DS CHILDREN of MANAに準ずる。
樹の巫女
マナの巫女ともいわれる女神の血を受け継ぐ者、今の時代ではエマとニコの二人のことを指す。
勇者一族
300年前に世界を救ったとされる勇者フリックの末裔とその信奉者たちで構成される。ウェンデル領内に本拠地を持ち他国家と並ぶ権力を持っている。
シクザール
世界に起こる異変に備え勇者一族で編成される精鋭集団。羽根飾りがトレードマークで制服はフリックの衣装の柄を引き継いでいる。戦闘部隊以外にも偵察部隊や記録班なども存在する。その名は他国家でも知れており、鍛冶屋などではシクザールの依頼の方が優先される。エクスハティオに対しては当初は全く歯が立たず各地で全滅続きだったが。後に魔法属性に合わせての対策を打ち出すことである程度は対抗可能になった。
亜種
「人間から生まれた人間では無いもの」といわれるどの種族にも当たらないものたち。生れついた時から強い魔力を持ち存在するだけで災厄を呼ぶとも言われている。特殊な腕輪を身につけないと魔力を抑えることができない。
マナの聖人
300年前マナの女神になったティスが二度と滅びのこだまを生み出さない為に人間の負の感情すなわち穢れを濾過するフィルターとして二人で一対の存在ヴィーテとスヴァルトを生み出した。しかし、10年前にシクザールの一人が聖域に侵入したことで、マナの樹の聖域を穢したとスヴァルトが人間に怒って以来ヴィーテとは、仲違いしてしまう。また、二人の死はマナが暴走して、ファ・ディールの崩壊を意味する。

## 登場人物

### 巫女一行
イアン・リカルディア・ウェンデル
本作の主人公。シクザールの現指揮官ジエルバとフリックの直系ヒューゴとの間の子で勇者フリックの血を受け継ぐ。次期指揮官とされたが10年前にイルージャへ島送りされ現在に至る。島送り前は物静かだったが、島送りの際に記憶を消去され今ではまじめで気さくだが庶民的でややネガティブ。エマとニコの護衛護衛兼抑え役で周囲のキャラクターに振り回されることが多い。フリックモデルの剣を愛用し腕前はかなりのもの。実は、終盤でセイレイと呼ばれる無属性の精霊がイアンの体を借りていたことが判明した。セイレイが抜け出た後は、本来の物静かな性格に戻り、周囲のキャラクターに振り回されることはなくなり、次期指揮官として行動するようになる。
セイレイ
無属性の精霊。エマとニコとは彼女たちが幼少期の頃からの付き合いで、10年前に聖人のスヴァルトからエマとニコを守る為に、イアンの体を借りたのだった。そのことを忘れて自分をイアンだと終盤まで思っていた。その正体は、マナの女神により勇者フリックを探す為に生み出した存在である。本来の姿は羽と真ん丸な体と目が付いた精霊だったが、最終話では、イアンの体から抜け出た後は、イアンによく似た人型の精霊に成長する。
エマ
マナの巫女でニコは双子の妹。ニコ共々かつて世界を救ったティスの直系とされる。男勝りで行動派。巫女と縛られるのはまっぴらごめんだと当初は旅立つのを拒否していた。モンスターの生体にかなりの知識を持ち劇中でもモンスターの生態を利用して危機を潜り抜けたことも。黒髪だがニコと区別をつけるために染めている。
ニコ
マナの巫女でエマは双子の姉。かなりのマイペースで夢見がちなところがある。絵を描くことが趣味でスケッチが得意だが、その出来は対象に非常に左右される。巫女としての素質はエマよりはるかに上で、エマ曰く「エクスハティオ戦の切り札」。実は、マナの巫女としては生まれるはずのない亜種でマナの村人により「魔法封じの腕輪」を付けられている。エマ曰く魔法による暴走により命を落とすとのこと。

### 勇者一族
ジエルバ・リカルディア・ウェンデル
シクザール現指揮官でイアンの父。指揮官の地位は勇者フリックの直系であるヒューゴを妻にすることで手に入れている。エクスハティオに対しては積極的に対策を取る。しかし、それは表の顔で、裏の顔は力こそ全てとする野心家。マナの樹に触れ自らが神になることを野望として抱いている。またシクザールや息子のイアンも、あくまで自分の野望実現を果たすための駒としか見ていない。また、最終回で妻であるヒューゴは16年前にジエルバの手により殺害されており、（表向きは、行方不明になっている）母親への憎しみを抱させた、息子のイアンを操ってマナ一族と樹の巫女達の殺害を企んでいたなど、傲慢極まりない性格でもある。最終回で妻のヒューゴの弟に倒され死亡する。
マリー・ダイワ
シクザール総帥護衛部隊隊長で、10年前は島送りされる以前のイアンの教育係を務めていた。劇中さまざまなところで乱入するように登場することが多く、さまざまなキャラから（挙句の果てには単行本4巻の帯まで）「空気の読めない女」と呼ばれている。
ギィ
シクザール偵察部隊隊長で、妹のキャロがいる。かなりのツンデレで泣き虫。10年前にモンスターに襲われていたところをイアンに助けられそれ以来親友となり、イアンの島送りの際には再開するまでにイアンの右腕になるだけの実力をつけると約束した。イアンと再会した時には性格が変わった彼に初めは違和感を覚え素直になれずにいたが、徐々に溶け込んでいった。今は亡き父・ダヒカはジエルバの右腕的人物。
アルバ・ノーン
シクザールの記録班所属。敵の襲撃を受けた村の記録を取りに来た際に日射病で気絶していたところをイアンたちに助けられ同行する。行動などが非常に怪しい。その正体はヒューゴの変装した姿。

### エクスハティオ
本作の敵にあたり組織でわずか5人ながらも世界各地の村や町を壊滅させていく。彼らは精霊を封じた各ジェムを使うことで精霊魔法の行使や肉体強化を行っている。最終回でヒューゴ以外は、全員死亡する。
スヴァルト
エクスハティオのリーダー。その正体はマナの聖人で、白き死神ヴィーテとは一心同体で容姿も色以外非常に似ている。精霊をジェムに封じ込めることができる。真の目的はマナの樹に代わる新たな世界の中心となり、人間と精霊を消し去り、滅びも再生もない世界へとマナの理を作り替え唯一無二の存在になることである。しかしこれは、マナの女神の犠牲により成り立つ世界の仕組みを無くそうとする、彼の本質的な願いでもある。
ヒューゴ
エクスハティオのナンバー2。翼のような装飾が特徴で常に素顔を隠している。シクザールを敵視しており冷酷ともいえる攻撃を浴びせる。実は勇者フリックの末裔でもあり、ジエルバの妻ヒューゴの弟であることを示唆している。
オルキ
水の国トップル担当。外の世界にでた巫女一行を最初に襲撃した。普段は淡々とした皮肉屋だが口元の包帯がはがれると激昂する。主にノームの力を借りた土の精霊魔法と大鎌が武器。
イーリス
氷の国ロリマー担当。本名ローズ。ロリマーでは人気の高い踊り子としての表の顔も持つ。ウィスプの力を封じたジェムを持ち治療魔法を行使できる。エクスハティオの中では襲撃行為などに対して否定的なところがある一方、信愛するスヴァルトが中傷された時などは激しい面をあらわにする。昔は伯爵の家でメイドとして雇われていたが、伯爵から箱を託され決して開けるなと言われ伯爵は、そのまま帰らなかった。その後、彼女は警察に無実の罪で逮捕され、伯爵に託された箱の中は伯爵が殺した人間たちの眼でいっぱいだった。そして彼女はようやく伯爵に利用されたと知り絶望した。しかし、スヴァルトに命を救われて以来、彼を愛している。
ブルカーン
砂の国ジャド担当。元々、ジャドに住む部族、アーシフャ族の王国で生まれた亜種で凶暴、かつ好戦的な性格の持ち主。主に火の精霊魔法を行使し敵を焼き尽くす。ルナのジェムも使用可能のようだが未遂に終わっている。

### その他
ヴィーテ
マナの聖人で白き死神とも呼ばれ、スヴァルトとは一心同体で容姿も色以外非常に似ている。モンスターに変身することができる。初登場時は、実体を持たなかったが、スヴァルトが目覚めてからは、体に穢れが満たされ実体を持つようになる。
フィル
聖なる扉の地にある村の族長の息子。武器は弓矢。イアン達の旅に同行するが、オルキ戦で左腕を負傷したため、同行を中止する。
ロタ
ドロボー兄弟の弟。初登場はトップルの港でイアン達の財布を盗むもイアン達に捕まってしまい、二度と盗みはしないと言うものの、兄と一緒にロリマーで再登場した際には、またイアン達の財布を盗む。その後は兄と一緒に、野外で靴磨きをしている。
ロタの兄
ドロボー兄弟の兄。初登場はトップルの港で弟のロタと一緒にイアン達の財布を盗むもイアン達に捕まってしまい、二度と盗みはしないと言うものの、ロタと一緒にロリマーで再登場する。また、勘違いとは言えギィの妹のキャロが大切にしていた巫女をもてなすために預かっていたお金の入っていた財布を盗んでしまう。
ラングラード・ディーゼル
海賊。イアン達をロリマーまで船で連れて行く。過去に妻と子どもを亡くしており、そのために身寄りのない子ども達を引き取り育てている。クルーは、ニキータ族のアーノルド、ニキ、チキで子ども達は、ショート、ロール、クロエ、トラと名前の不明な子どもの8人である。
フロル・カルティナ
マナ一族の預言者。扉の外の世界でエマ達を導く。肌や髪の色はロリマー特有の物だが衣装はマナ一族に準じている。
マツゾー
ロリマーの鍛冶屋「Repair Shop」の職人。イアンの剣を修理する。
ゴンザレス
地獄の門番ケルベロス団の1人。ドモトモルの入り口でイアンに襲いかかる。名前の字画は良い。
マナ一族の少女
最終回に登場する少女で、エマに似ている。妹にPRINCESSofMANAの物語を寝る前に読み聞かせて、物語を締めくくっている。
少女の妹
最終回に登場する少女の年下の妹で、ニコに似ている。

## 単行本
1. ISBN 978-4-7575-1952-7
2. ISBN 978-4-7575-2139-1
3. ISBN 978-4-7575-2304-3
4. ISBN 978-4-7575-2491-0
5. ISBN 978-4-7575-2792-8